# Steinhoff International
Steinhoff International est un conglomérat présent notamment dans la production et la distribution de meubles. Le groupe est présent dans 30 pays au travers de 6 500 magasins et possède 17 usines.
Il possède notamment les marques Kikan Leiner, Poco, Lipo, Pepkor ou encore Cornick Group.
Le 13 octobre 2023, Steinhoff est officiellement liquidation totale.

## Histoire
Steinhoff est fondée en 1964 en Allemagne. Le groupe travaille alors avec les pays de l'Est pour fournir le marché ouest-allemand en meuble. En 1997, le groupe implante son siège social en Afrique du Sud.
En mars 2011, Steinhoff International acquiert Conforama pour 1,2 milliard d'euros, en plus d'une reprise de dette de 400 millions d'euros,,.
En novembre 2014, Steinhoff International acquiert Pepkor, une entreprise sud africaine de distribution de vêtement, présente essentiellement en Pologne, en Afrique du Sud et en Australie, pour 5,7 milliards de dollars.
En décembre 2015, Steinhoff International annonce sa cotation à la bourse de Francfort en plus de celle de Johannesbourg.
En février 2016, Steinhoff International acquiert pour 780 millions de dollars HMK Mattress Holdings possédant Sleepy's, une entreprise américaine de vente de literie.
En mars 2016, Steinhoff International se lance dans une bataille avec la Fnac pour le contrôle de Darty. Les offres et contre-offres de la Fnac et de Conforama se bousculent. Le 26 avril 2016, Conforama "jette l'éponge" c'est donc la Fnac qui remporte le duel, valorisant Darty à près de 1,2 milliard d'euros.
En avril 2016, Steinhoff International fait une offre d'acquisition de 76 millions d'euros sur l'entreprise française fabricant des matelas, Cauval Industries en redressement judiciaire.
En juin 2016, Steinhoff prend une participation dans la chaine britannique Poundland.
En août 2016, Steinhoff International annonce l'acquisition de Mattress Firm, une entreprise américaine de vente de literie, pour 3,8 milliards de dollars.
En décembre 2017, la holding s'effondre en Bourse après la révélation d'un scandale financier lié à des irrégularités comptables et à la découverte d’un « trou » de 6 milliards de dollars dans ses comptes. Son PDG Markus Jooste soupçonné d'irrégularités comptables au sein de l'entreprise a dû annoncer sa démission avec un effet immédiat. Ce dernier a été remplacé immédiatement par Christo Wiese qui assurera l'intérim. Le 14 décembre 2017, le groupe annonce la démission de son président, Christo Wiese qui est le principal actionnaire de la société et qui maintient sa position de directeur général du groupe.
Juin 2018 Steinhoff fait état d'une perte d'exploitation de 152 millions de dollars au premier trimestre 2018 à la suite des dépréciations d'actifs.
En juillet 2020, Conforama est cédé à l'actionnaire de But.
Le 13 octobre 2023, Steinhoff est officiellement liquidée.

## Actionnaires
Liste des principaux actionnaires au 18 octobre 2019.
| Public Investment Corporation    | 7,68% |
| Christoffel Wiese                | 5,71% |
| Invesco Advisers                 | 3,09% |
| Investec Asset Management        | 2,87% |
| Coronation Asset Management      | 2,62% |
| Steinhoff International Holdings | 1,94% |
| Markus Jooste                    | 1,58% |
| Lancaster 101                    | 1,20% |
| Business Venture Investments     | 0,98% |
| Town Investments                 | 0,42% |